# Trichosanthes pubera
Trichosanthes pubera är en gurkväxtart. Trichosanthes pubera ingår i släktet Trichosanthes och familjen gurkväxter.

## Underarter
Arten delas in i följande underarter:
- T. p. pubera
- T. p. rubriflos
- T. p. fissisepala